# Nassau Bay
Nassau Bay es una ciudad ubicada en el condado de Harris en el estado estadounidense de Texas. En el Censo de 2010 tenía una población de 4.002 habitantes y una densidad poblacional de 887,02 personas por km².

## Geografía
Nassau Bay se encuentra ubicada en las coordenadas 29°32′41″N 95°5′15″O / 29.54472, -95.08750. Según la Oficina del Censo de los Estados Unidos, Nassau Bay tiene una superficie total de 4.51 km², de la cual 3.15 km² corresponden a tierra firme y (30.14%) 1.36 km² es agua.

## Demografía
Según el censo de 2010, había 4.002 personas residiendo en Nassau Bay. La densidad de población era de 887,02 hab./km². De los 4.002 habitantes, Nassau Bay estaba compuesto por el 85.91% blancos, el 3.45% eran afroamericanos, el 0.77% eran amerindios, el 3.55% eran asiáticos, el 0.17% eran isleños del Pacífico, el 2.97% eran de otras razas y el 3.17% pertenecían a dos o más razas. Del total de la población el 14.29% eran hispanos o latinos de cualquier raza.